# Samuel Wilberforce
Samuel Wilberforce (7 de septiembre de 1805 - 19 de julio de 1873) fue un obispo inglés de la Iglesia anglicana, tercer hijo de William Wilberforce (1759-1833), abolicionista. Deán de Westminster, obispo de Oxford, posteriormente de Winchester y miembro de la Cámara de los Lores y de la Royal Society, es recordado por su oposición a la teoría de la evolución de Charles Darwin. Considerado uno de los mejores oradores de su tiempo, se opuso tenazmente a Thomas Henry Huxley en el debate público celebrado en Oxford en 1860 sobre el tema Darwinismo y sociedad, en la cual increpó a Huxley preguntándole si era descendiente del mono por parte de madre o de padre.
Era conocido por el mote Soapy Sam ("Jabonoso Sam") debido a un comentario del entonces primer ministro del Reino Unido Benjamin Disraeli sobre las formas "untuosas" del obispo.

## Biografía
Samuel Wilberforce fue el tercer hijo del político abolicionista William Wilberforce y su esposa Barbara Spooner (1777-1847). A partir de 1823 estudió en el Oriel College de Oxford. Wilberforce obtuvo allí, en 1826, su título de Bachelor of Arts y tres años después el de Master of Arts. En 1828 fue ordenado sacerdote anglicano y se casó con Emily Sargent, la hija del reverendo John Sargent (1780-1855). De 1830 a 1840 fue rector en la Isla de Wight. En 1839 fue nombrado archidiácono de Surrey, y en 1841 capellán del príncipe Alberto de Sajonia-Coburgo-Gotha. Desde 1840 hasta 1843 trabajó como rector de Alverstoke (Hampshire).
Wilberforce fue nombrado en 1845 deán de la Abadía de Westminster, obtuvo su doctorado en teología en Oxford y, en noviembre del mismo año, fue nombrado obispo de Oxford y miembro de la Royal Society y la Cámara de los Lores.
Permaneció en Oxford hasta 1869, cuando fue nombrado obispo de Winchester. El obispo Wilberforce murió después de sufrir un accidente con su caballo en 1873. Está enterrado en el cementerio de la iglesia en Lavington.

## Debate con Huxley
En 1860, Wilberforce tomó parte en un famoso debate sobre El origen de las especies en la Universidad de Oxford con el aclamado científico Thomas Henry Huxley, defensor de las teorías de Charles Darwin. El debate tuvo lugar un sábado de mayo, con cientos de espectadores, la mayoría interesados en las ideas de Huxley.
A pesar de que no se conserva la transcripción del debate, parece que Wilberforce comenzó lanzando argumentos científicos, y se dice que el debate subió de tono cuando Wilberforce preguntó si "Huxley descendía del mono por parte de madre o de padre" a lo que, según relatos, Huxley respondió diciendo: "Prefiero descender de un mono a descender de un hombre muy dotado por la naturaleza que tiene una gran capacidad de influencia, pero aun así usa esta capacidad de influencia con el mero propósito de intentar ridiculizar una discusión científica seria".

## Obras

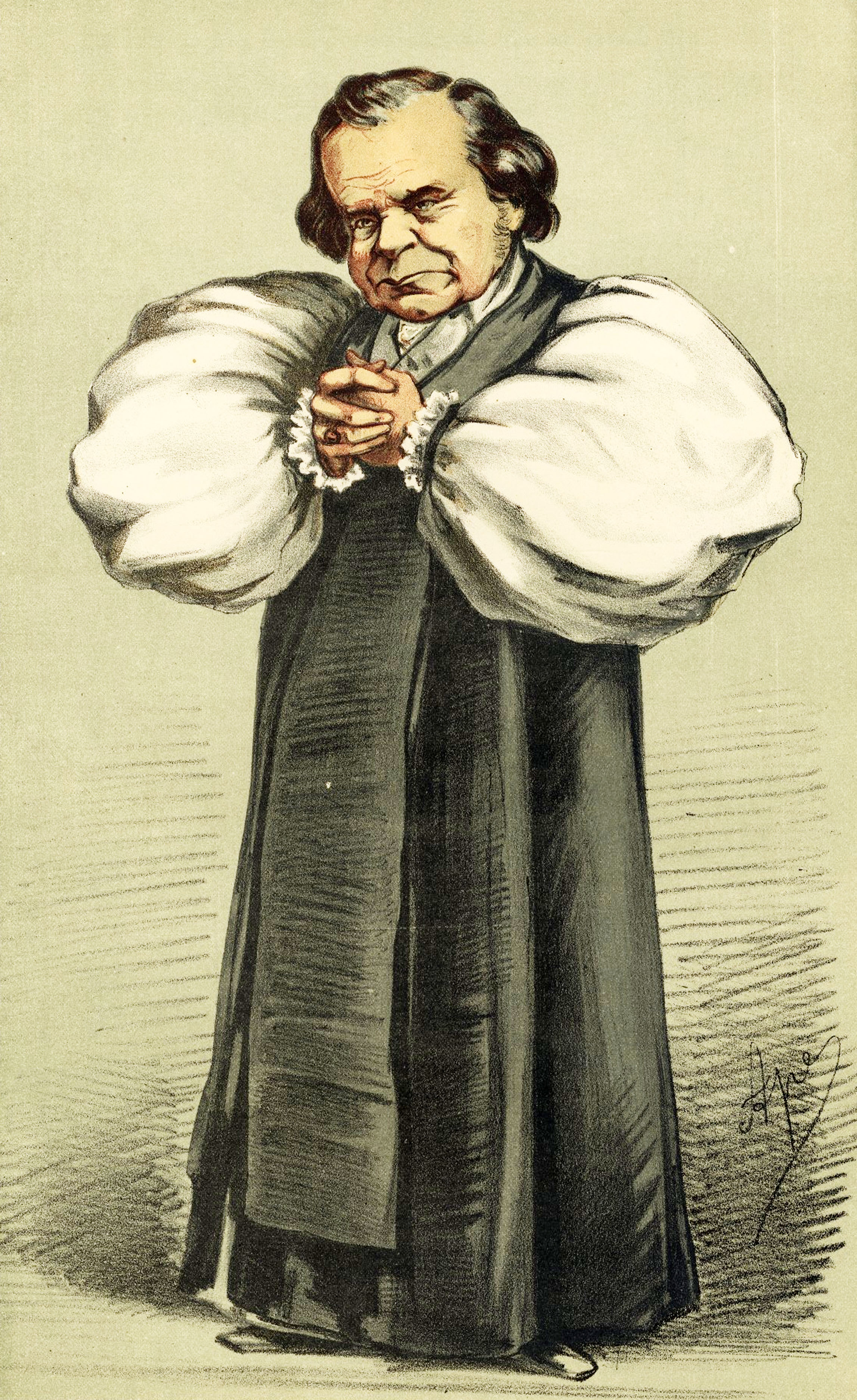
«Not a Brawler», caricatura póstuma de Wilberforce por Carlo Pellegrini en Vanity Fair, edición del 24 de julio de 1869.

- A Selection of Psalms and Hymns for Public Worship. Rivingtons, Londres, 1832; Versión digital
- The Note Book of a Contry Clergyman. Londres, 1833; Versión digital
- The Apostolical Ministry: Its Difficulties, Strength, and Duties; a Sermon Preached in the Church of St. Thomas, Newport, Isle of Wight, Oct. 23, 1833 at the Visitation of Charles Richard, Lord Bishop of Winchester and Published at the Request of the Lord Bishop and Clergy of the Deanery. L.B. Seeley, Surrey, 1833
- Journals and letters of the Rev. Henry Martyn, B.D., late fellow of St John's College, Cambridge and chaplain to the honourable East India Company. R. B. Seeley and W. Burnside, Londres, 1837 – 2 tomos; ,
- The Life of William Wilberforce. Murray, Londres, 1838, 5 tomos, por Robert Isaac Wilberforce; Tomo 1, Tomo 2, Tomo 3, Tomo 4, Tomo 5
- Eucharistica: Meditations and Prayers with selected passages on the most Holy Eucharist from old English Divines. Londres, 1839;
- Agathos, and other Sunday Stories. R. B. Seeley & W. Burnside, Londres, 1840; Versión digital
- The Correspondence of William Wilberforce. J. Murray, Londres, 1840, 2 tomos - por Robert Isaac Wilberforce; Tomo 1, Tomo 2
- A Letter to the Right Hon. Henry, Lord Brougham, on the Government-Plan of Education. J. Burns, Londres, 1840
- The Rocky Island and Other Similitudes. J. Burns, Londres, 1841
- A History of the Protestant Episcopal Church in America. J. Burns, Londres, 1844; Versión digital
- A Reproof of the American Church. W. Harned, Nueva York, 1846; Versión digital
- The Shouts and Weeping of a Day of Jubilee: A Sermon Preached in the Abbey Church of St. Peter, Westminster, June 15, 1852, being the Close of the Third Jubilee of the Society for the Propagation of the Gospel in Foreign Parts. George Bell, Londres, 1852
- Heroes of Hebrew History. Strahan & Co, Londres, 1870
- Essays contributed to the Quarterly Review. J. Murray, Londres, 1874, 2 tomos.